# 2-j Zielonyj Sad
2-j Zielonyj Sad lub Wtoroj Zielonyj Sad (ros. 2-й Зелёный Сад) – osiedle typu wiejskiego w zachodniej Rosji, w sielsowiecie głamazdińskim rejonu chomutowskiego w obwodzie kurskim.

## Geografia
Miejscowość położona jest 7,5 km od centrum administracyjnego sielsowietu głamazdińskiego (Głamazdino), 16 km od centrum administracyjnego rejonu (Chomutowka), 100 km od Kurska.

## Demografia
W 2010 r. miejscowość zamieszkiwały 3 osoby.